# Чжусе Чисинь
Чжусе Чисинь (кит. 朱邪赤心; ум. 887 год) — китайский полководец, шато по происхождению. Находился на службе у нескольких императоров династии Тан. Его внук Ли Цуньсюй стал первым императором династии Поздняя Тан.

## Биография

### Происхождение
Год рождения Чжусе Чисиня точно неизвестен. Он происходил из тюркоязычного племени шато. В начале IX века 30 тысяч семей шато, которых преследовали тибетцы, под предводительством отца Чисиня, Чжусе Чжии (кит. 朱邪執宜), перебрались в Китай и сделались вассалами династии Тан . Они поселились в десяти пограничных округах на территории современной провинции Шаньси. Всадники шато стали сражаться за императоров из династии Тан, а Чжусе Чжии получил должность бинмаши (кит. 兵馬使)  .

### На службе у династии Тан
Впервые имя Чжусе Чисиня упоминается в исторических источниках в связи с гражданскими войнами в Уйгурском каганате и противостоянии этого государства с династией Тан. В 839 году, когда один из уйгурских вождей по имени Гулумохэ взбунтовался против своего правителя Кюлюг-бег-хана, он попросил помощи у Чжусе Чисиня и пообещал ему за это 300 лошадей .
Впоследствии Чжусе Чисинь неоднократно защищал китайскую границу от нападений уйгурских войск. В 843 году Чжусе Чисинь вместе с китайским военачальником Ши Сяном провёл удачный рейд на территорию Уйгурского каганата. Целью этого рейда было спасение китайской принцессы Тай-хэ, которая вышла замуж за Чин-дэ-хана в 822 году и продолжала с тех пор жить среди уйгуров. Она приходилась тётей императору У-цзуну и могла пострадать из-за нестабильной политической ситуации в Уйгурском каганате. Предприятие Ши Сяна и Чжусе Чисиня оказалось успешным, принцесса была спасена и благополучно возвращена ко двору .
В 847 году, когда императором был уже Сюань-цзун, туфаньский военачальник Лунь Кунжэ напал на Ордос вместе с уйгурами и дансянами. Вместе с военным губернатором Хэдуна Ван Цзаем Чжусе Чисинь отразили это нападение.
В 868 году, в правление императора И-цзуна, на территории современной провинции Цзянсу взбунтовались военнослужащие под предводительством офицера Пан Сюня. Он объявил себя «главнокомандующим с мандатом Неба» и начал угрожать походом на столицу. Вместе с китайским военачальником Кан Чэнсюнем в подавлении этого восстания участвовали также Чжусе Чисинь и его сын Ли Кэюн. В последнем сражении на территории современной провинции Аньхой Пан Сюнь был убит.
За подвиги, совершённые во время усмирения Пан Сюня, Чжусе Чисинь был назначен военным губернатором округа Датун. Так же он получил от И-цзуна императорскую фамилию Ли, что как бы причисляло его к членам царствующего дома, и китайское имя "Гочан", то есть "Процветание государства". Поэтому в некоторых источниках его называют ещё и Ли Гочаном .

### Во время восстания Хуан Чао
В 870 году Чжусе Чисинь стал военным губернатором округа Чжэнъу, расположенном на территории нынешней Внутренней Монголии). Но вскоре у него начались большие проблемы на службе, так как он неоднократно казнил собственных подчинённых, не получая на это дозволения императора и вообще обходясь без положенных в таких случаях юридических формальностей. Тогда император попытался понизить Чжусе Чисиня в звании и перевести его обратно в Датун, но Чжусе Чисинь притворился больным и отказался покидать Чжэнъу.
В 878 году сын Чжусе Чисиня, Ли Кэюн, находившийся тогда во главе шатосских войск в округе Датун, оказался замешанным в восстании. Император Си-цзун надеялся, что Чжусе Чисинь повлияет на сына и убедит его сложить оружие. Но в результате Чжусе Чисинь сам присоединился к этому мятежу. Потерпев в 880 году поражение, отец и сын были вынуждены покинуть пределы империи Тан .
Но в 881 году, когда во время восстания Хуан Чао повстанцами была захвачена столица империи Чанъань, император Си-цзун был вынужден обратиться за помощью к Чжусе Чисиню и Ли Кэюну. Заслуги Ли Кэюна во время подавления восстания Хуан Чао были настолько велики, что император не только простил его, но и сделал наместником провинции Хэдун. Что касается Чжусе Чисиня, то он в конце концов всё-таки занял пост военного губернатора Датуна, а впоследствии — пост военного губернатора в округе Дайбэй. В 887 году, оставаясь в этом звании, Чжусе Чисинь скончался .

## Память
Когда сын Ли Кэюна и внук Чжусе Чисиня, Ли Цуньсюй, стал императором новой династии Поздняя Тан, он даровал посмертные имена и императорские титулы и своим предкам. Таким образом, Чжусе Чисинь стал считаться императором Вэньцзинем. В храме предков династии Поздняя Тан ему поклонялись под именем Сянцзу.

## Образ в искусстве
Чжусе Чисинь упоминается в «Заново составленного пинхуа по истории Пяти Династий», художественном произведении, созданном приблизительно во времена династии Сун . Там ему посвящены следующие стихотворные строки:
Далёко, средь западных варваров И,

в Шато, каменистой пустыне,

Есть племя такое, в котором не счесть

героев отважных и сильных.

С тех пор как фамилией он награждён

и имя дано государем,

На страже страны он стоит — и вовек

не сломится верность Чисиня.